# Џина Вајлд
Џина Вајлд (енгл. Gina Wild), рођена као Михаела Шафрат у Ешвајлеру у Немачкој, немачка је телевизијска и порнографска глумица. Бивша медицинска сестра, ушла је у филмску индустрију за одрасле након што је позирала гола за Coupé, немачки часопис за одрасле.
Освојила је две Венерине награде (Venus Awards): за најбољу нову старлету (Best New Starlet) 1999. и за најбољу немачку глумицу за 2000. годину.
О Џини се доста говорило када је учествовала у једном филму-„редаљки” (енгл. gang bang) где је имала секс са преко 30 људи. 2001. године Џина се повлачи из порнографије и сели у мејнстрим глуму, и од тада се појављује у бројним немачким телевизијским серијама, као што су TV total, In aller Freundschaft и Wer wird Millionär?.
Након што ју је препознао један обожавалац, признала је да је 2003. радила у Франкфуртском борделу (јавној кући), али је изјавила да је то зато што је била зависник од секса, више него да заради новац. 2005. године ставила је права на њено уметничко име и робну марку „Gina Wild” на продају, у покушају да збаци своју прошлост порно звезде. Њен менаџер је њен бивши супруг, а од 2009. живи и у Франкфурту и у Хамбургу.

## Награде
| Година | Награда     | Категорија         | Филм |
| ------ | ----------- | ------------------ | ---- |
| 1999   | Venus Award | „Best New Starlet” | Н/Д  |
| 2000   | Venus Award | „Best Actress“     | Н/Д  |

## Филмографија
| -{ - 1999: - Maximum Perversum – Junge Fotzen, hart gedehnt - Joker 1: Die Sperma-Klinik (Xmania 4) - Gina Wild – Jetzt wird es schmutzig - Gina Wild – Jetzt wird es schmutzig 2 – Ich will kommen - Gina Wild – Jetzt wird es schmutzig 3 – Orgasmus pur - Gina Wild – Jetzt wird es schmutzig 4 – Durchgefickt - 2000: - The very Best of Gina Wild - Teeny Exzesse 59: Kerle, Fötzchen, Sensationen. Jahrmarkt der Perversen - Gina Wild – Jetzt wird es schmutzig 5 – Ich will euch alle - 2001: - Gina Wild – Jetzt wird es schmutzig 6 – Im Rausch des Orgasmus - Gina Wild – Jetzt wird es schmutzig 7 – In der Hitze der Nacht - Gina Wild – 150 Minuten Special - Gina Wild – 150 Minuten Special 2 }- | -{ - 2000: - Der tote Taucher im Wald - 2001: - Joker: In der Hitze der Nacht - Déjà vu - Sperling und der stumme Schrei - Geliebte Diebin - Nick Knatterton – Der Film - Nachtreise - 2002: - Tatort – Der dunkle Fleck - C.I. Angel - 2003: - Sex Up – Jungs haben’s auch nicht leicht - Der Tag der Befreiung - Hausmeister Krause – Staffel 4 Episode 4 - 2004: - Polizeiruf 110 – Rosentod - Das Bernsteinamulett - Crazy Race 2 – Warum die Mauer wirklich fiel - Schöne Männer hat man nie für sich allein - In aller Freundschaft - 2006: - Kunstfehler - 2007: - Ahornallee (RTL) - Länge ist nicht alles! - Michaela Schaffrath – Yoga & Pilates - 2008: - Michaela Schaffrath's Fitness Programm - Unser Mann im Süden - 2009: - 112 – Sie retten dein Leben - Marienhof - Revision (Kurzfilm) - Mc Kimme (Kurzfilm) - 2010: - SOKO Stuttgart - Alltagshelden - 2011: - SOKO Köln - 2012: - Verbotene Liebe }- |